# Black Anima
Black Anima es el noveno álbum de estudio de la banda de metal gótico italiana Lacuna Coil. Fue lanzado por Century Media el 11 de octubre de 2019. La grabación tuvo lugar en BRX Studio en Milán, Italia. Es el primer álbum que presenta al baterista Richard Meiz, también parte de la banda italiana de death metal sinfónico, Genus Ordinis Dei. El 15 de julio de 2019, el anterior baterista Ryan Blake Folden anunció a través de Instagram que no tocaría en Black Anima ni estaría de gira fuera de los Estados Unidos. Richard Meiz fue anunciado oficialmente como el nuevo baterista de Lacuna Coil en la página de Facebook de Genus Ordinis Dei.

## Antecedentes y grabación
Lacuna Coil lanzó su octavo álbum de estudio Delirium el 27 de mayo de 2016. Para promocionar el disco, la banda se embarcó en varias giras como cabezas de cartel en Estados Unidos, Europa y América del Sur con actos como Halestorm, 9ELECTRIC, Stitched Up Heart y Butcher. Bebés. En agosto de 2017, también co-encabezaron en The Ultimate Principle Tour con la banda holandesa de metal sinfónico Epica. Después de que terminó el ciclo de álbumes de Delirium, la banda tocó un espectáculo de una noche por el 20 aniversario en Londres que tuvo lugar el 19 de enero de 2018. Esta actuación en vivo se convertiría más tarde en el DVD en vivo, The 119 Show: Live In London lanzado en noviembre de 2018.
En mayo de 2019, la vocalista Cristina Scabbia se burló del noveno álbum de estudio de la banda a través de Instagram al anunciar que entrarían al estudio para grabar. El 5 de julio de 2019, las cuentas de redes sociales de la banda se volvieron negras. En los días siguientes, las cuentas de redes sociales de la banda subieron dos símbolos de estilo Furthark que se parecían a las letras B y A. Solo el 8 de julio de 2019; el grupo subió una imagen del título del álbum y la fecha de lanzamiento a su sitio web oficial, cuentas oficiales de redes sociales y cuentas de redes sociales personales. El sello discográfico de la banda, el sitio web Century Media Records, lanzó un comunicado de prensa con la explicación de Scabbia del título. Ella escribe: 

“Black Anima somos todos. Eres tú y soy yo, es todo lo que escondemos y exponemos ferozmente a un mundo que está medio dormido. Es el espejo empañado que estamos mirando en busca de la verdad. Es sacrificio y dolor, es justicia y miedo, es furor y venganza, es pasado y futuro... Seres humanos en la magnificencia de una inquietante ambigüedad. El núcleo negro que lo equilibra todo... ya que sin oscuridad, la luz nunca existiría. Con orgullo les presentamos nuestro nuevo trabajo y estamos ansiosos por darle la bienvenida en nuestro abrazo. Somos el Anima.

El 15 de julio de 2019, la banda subió una foto promocional a sus cuentas de redes sociales. El 19 de julio de 2019, se reveló la portada del álbum.

## Lanzamiento y promoción
El 2 de julio de 2019, la tienda de música con sede en Nueva York, Looney Tunes, anunció un encuentro con ambas vocalistas, Cristina Scabbia y Andrea Ferro, que tendrá lugar el 25 de julio de 2019. En su sitio web oficial, escribieron; "¡Aquellos que asistan a este evento serán las PRIMERAS personas en los Estados Unidos en escuchar las pistas de este nuevo álbum! Tendrás la oportunidad de conocer a la banda, tomar una foto con nuestro fotógrafo profesional a mano y obtener un póster exclusivo del evento firmado por la banda.!". Los fanáticos tendrían que reservar el CD Black Anima o uno de los dos discos de vinilo en negro o rosa. Este fue el primer pedido anticipado del álbum.
El 17 de julio de 2019, la banda anunció una "experiencia de escucha de álbumes exclusiva" patrocinada por Century Media y Metal Hammer que tendrá lugar el 6 de septiembre de 2019 en la atracción turística London Dungeon en Westminster Bridge Road, Londres. Escribe el editor Merlin Alderslade de Metal Hammer; "Metal Hammer ha sido un orgulloso partidario de Lacuna Coil durante dos décadas, así que cuando buscábamos una banda que nos ayudara a crear algo especial en el impresionante London Dungeon, no tardaron en entrar en la conversación".
Para promocionar el álbum, Lacuna Coil se unió a All That Remains en una gira de co-cabezas de cartel, Disease of the Anima, que comenzó el 15 de septiembre de 2019 en Webster Hall en la ciudad de Nueva York. Ferro dijo: "¡Este es un proyecto de ley espectacular que te dejará boquiabierto! No podemos esperar a volver a tus escenarios y verlos a todos".
"Layers of Time", el primer sencillo del álbum, fue lanzado digitalmente y en servicios de transmisión el 26 de julio de 2019. Lacuna Coil se asoció con el director Roberto Cinardi (alias SaKu) para grabar el video de "Layers of Time". SaKu trabajó previamente con la banda para otros videos como "Spellbound", "I Won't Tell You", "End of Time" y el cortometraje de su álbum Dark Adrenaline, Dark Passengers.

## Lista de canciones
| N.º | Título                     | Duración |  |
| 1.  | «Anima Nera»               | 2:27     |  |
| 2.  | «Sword of Anger»           | 3:55     |  |
| 3.  | «Reckless»                 | 3:06     |  |
| 4.  | «Layers of Time»           | 4:08     |  |
| 5.  | «Apocalypse»               | 4:17     |  |
| 6.  | «Now or Never»             | 4:41     |  |
| 7.  | «Under the Surface»        | 4:14     |  |
| 8.  | «Veneficium»               | 6:11     |  |
| 9.  | «The End Is All I Can See» | 4:16     |  |
| 10. | «Save Me»                  | 4:37     |  |
| 11. | «Black Anima»              | 3:23     |  |

| Bonus tracks |                        |          |  |
| N.º          | Título                 | Duración |  |
| 12.          | «Black Feathers»       | 4:12     |  |
| 13.          | «Through the Flames»   | 5:30     |  |
| 14.          | «Black Dried Up Heart» | 3:49     |  |

## Posicionamiento en lista
| Lista (2019)                       | Posiciones |
| ---------------------------------- | ---------- |
| Alemania (Offizielle Top 100)      | 15         |
| Australian Albums (ARIA)           | 47         |
| Austria (Ö3 Austria)               | 37         |
| Bélgica (Ultratop flamenca)        | 35         |
| Bélgica (Ultratop valona)          | 28         |
| Canadá (Billboard Canadian Albums) | 96         |
| French Albums (SNEP)               | 65         |
| Italian Albums (FIMI)              | 23         |
| Escocia (Scottish Albums Chart)    | 10         |
| Spanish Albums (PROMUSICAE)        | 22         |
| Suiza (Schweizer Hitparade)        | 13         |
| Reino Unido (UK Albums Chart)      | 45         |
| Estados Unidos (Billboard 200)     | 87         |

## Personal
Lacuna Coil
- Cristina Scabbia – vocales
- Andrea Ferro – vocales
- Marco Coti Zelati – bajos, guitarras, teclados, synth
- Richard Meiz – tambores, percusión
- Diego Cavallotti – guitarras adicionales